# Sibinail
Sibinail is een bestuurslaag in het regentschap Mandailing Natal van de provincie Noord-Sumatra, Indonesië. Sibinail telt 736 inwoners (volkstelling 2010).